# Litohošť
Litohošť település Csehországban, a Pelhřimovi járásban. Litohošť Leskovice, Pošná, Útěchovičky és Čížkov településekkel határos. Lakosainak száma 84 fő (2024. január 1.).

## Népesség
A település lakosságának változását az alábbi diagram mutatja:
| Lakosok száma | 189  | 202  | 203  | 95   | 88   | 65   | 62   | 60   | 68   | 84   |
|               | 1869 | 1900 | 1921 | 1961 | 1980 | 2011 | 2016 | 2019 | 2021 | 2024 |